# Charolles
Charolles je francouzská obec v departementu Saône-et-Loire v regionu Burgundsko-Franche-Comté. V roce 2010 zde žilo 2 794 obyvatel. Je centrem arrondissementu Charolles.